# Aldo Capasso
Aldo Capasso (* 13. August 1909 in Venedig; † 3. März 1997 in Cairo Montenotte) war ein italienischer Dichter und Literaturkritiker, Romanist und Italianist.

## Leben und Werk
Capasso studierte in Genua (Abschluss 1931) und wurde Mitarbeiter der bedeutenden literarischen Monatsschrift Solaria. 1954 gründete er die literarische Bewegung Realismo lirico mit der Zeitschrift Realismo lirico. Rivista bimestrale di letteratura. Er wurde für den Literaturnobelpreis vorgeschlagen. Capasso war verheiratet mit der französischen Dichterin Florette Morand (* 1926). In Altare, Provinz Savona, ist eine Schule nach ihm benannt. Jährlich wird ein nach ihm benannter Preis vergeben.

## Werke

### Eigene Dichtung
- Il passo del cigno ed altri poemi, Turin, Buratti, 1931 (Vorwort von Giuseppe Ungaretti); hrsg. von Alessandro Scarsella und Filippo Secchieri, Verona, Novacharta, 2003.
- Il paese senza tempo ed altri poemi, Mailand, La Prora, 1934.
- A la nuit et autres poèmes, übersetzt und hrsg. von Armand Guibert, Tunis, Mirages, 1935 (Vorwort von Valéry Larbaud).
- Poèmes choisis, Paris, Desclée De Brouwer; Bruxelles, Edition universelle, 1942
- Per non morire ed altre poesie, Modena, Berben, 1947.
- Poemetti in prosa, Siena, Maia, 1951.
- Turno di notte ed altri poemetti in prosa, Mailand, Ceschina, 1963.
- L'Éclair et la durée. Poémes en prose, Rodez, Subervie, 1964.
- Pour enchanter la mort, Paris, Seghers, 1965.
- (Übersetzer) Pierre Jean Jouve, Per essere gai come titania. 30 poesie scelte e tradotte, Genua, Orfini, 1935.
- (Übersetzer) Florette Morand, Il tam-tam e altre poesie delle isole, Genua, Di Stefano, 1962.